# Edgecomb
Edgecomb ist eine Town im Lincoln County des Bundesstaates Maine in den Vereinigten Staaten. Im Jahr 2020 lebten dort 1188 Einwohner in 794 Haushalten auf einer Fläche von 53,82 km².

## Geographie
Nach dem United States Census Bureau hat Edgecomb eine Gesamtfläche von 53,82 km², von der 46,80 km² Land sind und 7,02 km² aus Gewässern bestehen.

### Geografische Lage
Edgecomb liegt im Südwesten des Lincoln Countys und wird im Osten vom Damariscotta River und im Westen vom Sheepscot River begrenzt. In südliche Richtung fließt der Parsons Creec. Zentral auf dem Gebiet der Town liegt der Lily Pond. Die Oberfläche ist eben, ohne nennenswerte Erhebungen.

### Nachbargemeinden
Alle Entfernungen sind als Luftlinien zwischen den offiziellen Koordinaten der Orte aus der Volkszählung 2010 angegeben.
- Norden: Newcastle, 10,0 km
- Nordosten: Damariscotta, 11,6 km
- Osten: South Bristol, 11,8 km
- Süden: Boothbay, 7,3 km
- Südwesten: Westport Island, 9,0 km
- Nordwesten: Wiscasset, 7,0 km

### Stadtgliederung
In Edgecomb gibt es die Siedlungsgebiete: BCross Point, Davis Island, East Edgecomb, Edgecomb, Mount Hunger, North Edgecomb und Pools Landing.

### Klima
Die mittlere Durchschnittstemperatur in Edgecomb liegt zwischen −6,1 °C (21 °Fahrenheit) im Januar und 20,6 °C (69 °Fahrenheit) im Juli. Damit ist der Ort gegenüber dem langjährigen Mittel der USA um etwa 6 Grad kühler. Die Schneefälle zwischen Oktober und Mai liegen mit bis zu zweieinhalb Metern mehr als doppelt so hoch wie die mittlere Schneehöhe in den USA; die tägliche Sonnenscheindauer liegt am unteren Rand des Wertespektrums der USA.

## Geschichte
Edgecomb wurde ursprünglich 1744 von Samuel Trask und anderen gegründet. Nachdem sie zehn Jahre lang ungestört auf ihrem Land unter einem Besitzanspruch gelebt hatten, erschienen drei Männer aus Boston und forderten aufgrund eines indianischen Titels die Eigentümerschaft. Die neuen Antragsteller teilten das Land in mehrere Grundstücke am Schafscot River und nummerierten sie. Es wurde festgestellt, dass der indianische Titel keine gültigen Grenzen hatte und dass keine Inbesitznahme unter ihm vorgenommen worden war und dass die Angelegenheit stark von Spekulationen profitierte. Nachdem diese Fakten bekannt geworden waren, übernahm ein Bostoner Anwalt unentgeltlich die Wahrung der Rechte der Siedler und die drei Bostoner gaben ihre Forderung auf. Als Dank für die Großzügigkeit des Anwalts wurde der Plantage der Name Freetown gegeben. Diesen Namen behielt sie bis zur Organisation als Town am 3. März 1774. Benannt wurde die Town nach George Edgcumbe, der im Amerikanischen Unabhängigkeitskrieg als Freund der amerikanischen Kolonien ausgezeichnet wurde.
Die Insel von Jerernisquain, heute die Town Westport, wurde im Jahr 1828 vom Gebiet der Town Edgecomb abgelöst und eigenständig organisiert.

### Einwohnerentwicklung
| Volkszählungsergebnisse – Town of Edgecomb, Maine | Volkszählungsergebnisse – Town of Edgecomb, Maine | Volkszählungsergebnisse – Town of Edgecomb, Maine | Volkszählungsergebnisse – Town of Edgecomb, Maine | Volkszählungsergebnisse – Town of Edgecomb, Maine | Volkszählungsergebnisse – Town of Edgecomb, Maine | Volkszählungsergebnisse – Town of Edgecomb, Maine | Volkszählungsergebnisse – Town of Edgecomb, Maine | Volkszählungsergebnisse – Town of Edgecomb, Maine | Volkszählungsergebnisse – Town of Edgecomb, Maine | Volkszählungsergebnisse – Town of Edgecomb, Maine |
| Jahr                                              | 1700                                              | 1710                                              | 1720                                              | 1730                                              | 1740                                              | 1750                                              | 1760                                              | 1770                                              | 1780                                              | 1790                                              |
| ------------------------------------------------- | ------------------------------------------------- | ------------------------------------------------- | ------------------------------------------------- | ------------------------------------------------- | ------------------------------------------------- | ------------------------------------------------- | ------------------------------------------------- | ------------------------------------------------- | ------------------------------------------------- | ------------------------------------------------- |
| Einwohner                                         |                                                   |                                                   |                                                   |                                                   |                                                   |                                                   |                                                   |                                                   |                                                   | 755                                               |
| Jahr                                              | 1800                                              | 1810                                              | 1820                                              | 1830                                              | 1840                                              | 1850                                              | 1860                                              | 1870                                              | 1880                                              | 1890                                              |
| Einwohner                                         | 989                                               | 1288                                              | 1629                                              | 1258                                              | 1238                                              | 1231                                              | 1112                                              | 1056                                              | 872                                               | 749                                               |
| Jahr                                              | 1900                                              | 1910                                              | 1920                                              | 1930                                              | 1940                                              | 1950                                              | 1960                                              | 1970                                              | 1980                                              | 1990                                              |
| Einwohner                                         | 607                                               | 513                                               | 428                                               | 367                                               | 411                                               | 447                                               | 453                                               | 549                                               | 841                                               | 993                                               |
| Jahr                                              | 2000                                              | 2010                                              | 2020                                              | 2030                                              | 2040                                              | 2050                                              | 2060                                              | 2070                                              | 2080                                              | 2090                                              |
| Einwohner                                         | 1090                                              | 1249                                              | 1188                                              |                                                   |                                                   |                                                   |                                                   |                                                   |                                                   |                                                   |

## Kultur und Sehenswürdigkeiten

### Bauwerke
In Edgecomb wurden mehrere Bauwerke unter Denkmalschutz gestellt und ins National Register of Historic Places aufgenommen.
- Fort Edgecomb, 1969 unter der Register-Nr. 69000020.[9]
- John Moore House, 1979 unter der Register-Nr. 79000155.[10]
- Stephen Parsons House, 1983 unter der Register-Nr. 83003648.[11]

## Wirtschaft und Infrastruktur

### Verkehr
Der U.S. Highway 1 verläuft durch den nördlichen Zipfel von Edgecomb in westöstlicher Richtung. Von ihm zweigt in südliche Richtung die Maine State Route 27 ab.

### Öffentliche Einrichtungen
Es gibt keine medizinischen Einrichtungen oder Krankenhäuser in Edgecomb. Die nächstgelegenen befinden sich in Boothbay Harbor, Damariscotta, Bath und Waldoboro.
In Edgecomb gibt es keine eigene Bücherei. Die nächstgelegene ist die Wiscasset Public Library in Wiscasset.

### Bildung
Edgecomb gehört mit Boothbay Harbor, Boothbay, Georgetown und Southport Island zum Schulbezirk AOS 98/Rocky Channels School System.
Im Schulbezirk werden folgende Schulen angeboten:
- Boothbay Region Elementary School in Boothbay Harbor, mit Schulklassen vom Kindergarten bis 8. Schuljahr
- Boothbay Region High School in Boothbay Harbor, mit Schulklassen von 9. bis 12. Schuljahr
- Georgetown Central School in Georgetown, mit Schulklassen von Pre-Kindergarten bis 6. Schuljahr
- Edgecomb Eddy School in Edgecomb, mit Schulklassen vom Kindergarten bis 6. Schuljahr
- Southport Central School in Southport, mit Schulklassen von Pre-Kindergarten bis 6. Schuljahr